# Kiều Quý phi
Kiều Quý phi (chữ Hán: 喬貴妃; ? - ?) là một phi tần rất được sủng ái của Tống Huy Tông Triệu Cát. Bà nổi tiếng là tỷ muội tình thâm, vào sinh ra tử của Vi Hiền phi, sinh mẫu của Tống Cao Tông Triệu Cấu (sau truy phong Hiển Nhân Hoàng hậu).

## Cuộc đời

### Phi tần nhà Tống
Quý phi họ Kiều (喬), không rõ xuất thân và quê quán. Đợt Tống Huy Tông tuyển mỹ nữ, Kiều thị nhập cung làm Ngự thị cung hầu (御氏宮侯). Bà cùng cung nữ Vi thị hầu hạ Trịnh hoàng hậu, khi đó đang là Quý phi đắc sủng hậu cung. Kiều thị và Vi thị kết tình tỷ muội, thề sướng khổ có nhau.
Kiều thị tư sắc diễm lệ, lọt vào mắt của Huy Tông nên được lâm hạnh, sách phong Quý phi (貴妃). Cuối năm 1106, Kiều Quý phi tiến cử Vi thị cùng hưởng thánh ân nên Vi thị được phong Bình Xương quận quân (平昌郡君). Tuy nhiên Vi thị nhan sắc suy giảm, không được Huy Tông sủng ái, có thể nói là lạnh nhạt. Kiều Quý phi không quên lời hẹn xưa nên liên tục chiếu cố.
Vào bữa tiệc Trung thu cùng năm, Huy Tông say rượu, sau khi tàn tiệc lui tới cung Kiều Quý phi. Kiều phi tranh thủ lúc Huy Tông không tỉnh táo, nhường cơ hội thị tẩm cho Vi thị. Vi thị tận hưởng cảm giác được ân sủng, sau đó có hỷ. Ngày 12 tháng 6 năm 1107 (tức ngày Ất Tị tháng 5 năm Đại Quan nguyên niên), Vi thị sinh cho Huy Tông hoàng tử thứ 9 là Triệu Cấu (sau là Tống Cao Tông), nhờ vậy mà được phong Hiền phi (賢妃)..

### Cơn loạn Tĩnh Khang
Mùa xuân năm Tĩnh Khang thứ hai (1127) thời Tống Khâm Tông, quân Kim phá được Biện Kinh. Huy Tông Thái thượng hoàng, Khâm Tông Hoàng đế cùng toàn bộ tông thất, phi tần bị nhà Kim bắt làm tù binh. Tỷ muội Vi Hiền phi và Kiều quý phi cũng bị bắt theo đến đất Kim sinh sống.
Mãi đến năm 1142, hai nước mới tiếp tục hòa nghị. Tống Cao Tông đồng ý xưng thần và sai Hà Chú, Tào Huấn sang Kim dâng thệ biểu. Kim chủ xem thư xong vẫn chưa muốn trả lại Vi Thái hậu. Hà Chú năn nỉ ba lần thì bên Kim mới đồng ý, cho Cao An Cư, Hoàn Nhan Tông Hiền hộ tống Vi Thái hậu và mang theo hài cốt của Tống Huy Tôngvà Trịnh Hoàng hậu về Nam Tống. Vi Thái hậu được tin, lo sợ người Kim lật lọng. Mãi tới khi phu dịch tới nơi bà mới dám để hài cốt lên xe. Tống Khâm Tông trước lúc bà lên đường nước mắt lã chã quỳ trước xe, cầu xin Vi Thái hậu:
"Về đến nơi xin nói lại với cửu đệ và tể tướng cho nhi thần được về. Dù có phải làm chân Thái Ất cung sứ cũng đã thóa mãn chứ không có ý gì khác".
Vi Thái hậu bằng lòng. Tống Khâm Tông còn đưa Vi Thái hậu một chuỗi kim hoàn làm tin. Kiều Quý phi cũng dâng rượu tiễn Vi Thái hậu và biếu Kim sứ Cao An Cư 50 lạng vàng để nhờ vả. Cả hai khóc thảm thiết trước khi chia tay. Không rõ năm mất của Kiều thị.

### Hậu duệ
Bà được cho là sinh ra Gia quốc công Triệu Y và Huệ Phúc đế cơ Triệu Châu Châu (1112 - ?).